# Beijing International Book Fair
Die Beijing International Book Fair (BIBF) (chin. 北京国际图书博览会/北京國際圖書博覽會 Běijīng guójì túshū bólǎnhuì)  ist die größte Buchmesse Chinas und eine der bedeutendsten Buchmessen in Asien. Sie existiert seit 1986. 
2011 umfasste die Messe 2.155 Stände. Über 2000 Verlage, sowohl aus China als auch aus anderen Ländern, beteiligten sich. Die Messe hatte etwa 200.000 Besucher.

## Gastländer
Seit 2005 hat auf der Beijing International Bookfair jeweils ein Gastland seinen Auftritt. Das jeweilige Gastland schlägt drei namhafte Vertreter vor, denen der Chinesische Buchpreis für besondere Verdienste verliehen wird.
| Jahr | Gastland      |
| ---- | ------------- |
| 2005 | Frankreich    |
| 2006 | Russland      |
| 2007 | Deutschland   |
| 2008 | Griechenland  |
| 2009 |               |
| 2010 | Indien        |
| 2011 | Niederlande   |
| 2012 | Südkorea      |
| 2013 | Saudi-Arabien |

## Deutsche Präsenz
2005 zeigte ein deutscher Gemeinschaftsstand rund 1.000 Bücher, darunter auch die Sonderkollektion Auswärtsspiel zur Fußball-WM 2006 mit zwei Tischfußball-Geräten. Der Stand wurde mit Unterstützung des Bundesministeriums für Wirtschaft und Arbeit von der Frankfurter Buchmesse organisiert.
2007 veranstaltete Deutschland als Gastland einen Wettbewerb für deutsche Buch-Gestalter (Best of Unpublished German Bookdesign). Mit Förderung durch das Auswärtige Amt und des Bundesministeriums für Wirtschaft und Arbeit wurde der Wettbewerb von der Frankfurter Buchmesse und dem Verlag Hermann Schmidt Mainz organisiert.